# Tagliafuori

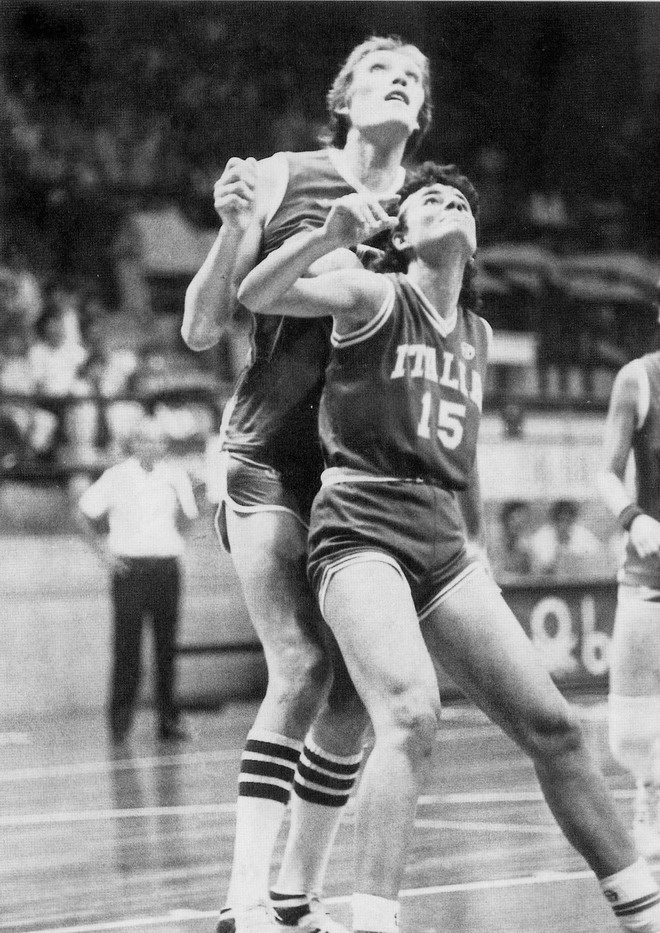
Stefania Passaro al tagliafuori contro Ul'jana Semënova.

Il tagliafuori fa parte della tecnica di base (dei fondamentali) del gioco della pallacanestro.
Il giocatore realizza il tagliafuori quando con il proprio corpo riesce a frapporsi tra il canestro e il proprio avversario, costringendolo a restare a contatto con la propria schiena e impedendogli di andare agevolmente a prendere il rimbalzo.
Conseguenza di un tagliafuori ben eseguito da parte di tutti i giocatori della squadra schierata in difesa è la cattura del rimbalzo difensivo, cioè del pallone che cade dal canestro per un tiro sbagliato da parte della squadra schierata in attacco. 